# Maison Joseph-Archambault
La maison Joseph-Archambault est une maison située au 117, rue St. Andrew dans la Basse-Ville à Ottawa (Ontario, Canada). Maison d'un peintre-décorateur et marchand prospère d'Ottawa, elle a été désignée comme bien patrimonial par la ville en 1980. 

## Histoire
La maison Joseph-Archambault a été construite vers 1887 pour Joseph Archambault, un peintre-décorateur, vitrier et commerçant ottavien. Il fait construire cette imposante maison en brique dans un style populaire de la classe moyenne de la fin du XIXe siècle. Sa seule réelle décoration est ses fenêtres à arcs au dessus. Le bâtiment sert à l'origine d'atelier pour son propriétaire. 
Joseph Archambault quitte la résidence entre 1898 et 1907. Devenu marchand prospère à son retour, il décide d'embellir la maison, qui ne correspond plus à son statut économique. Il fait ériger une véranda en façade ainsi qu'une chambre-véranda au dessus de celle-ci. Il orne aussi le pignon d'une rive de toit en bois. Il habite ensuite la maison jusqu'en 1927.
La maison Joseph-Archambault a été désignée comme bien patrimonial par la ville d'Ottawa le 16 juillet 1980. La protection ne touche que l'extérieur du bâtiment.

## Architecture
La maison Joseph-Archambault présente une transition entre l'architecture pittoresque et le style Queen Anne. Sa décoration comprend entre autres une véranda ornée, une rive de toit et de la brique décorative. Son aspect extérieur en fait un excellent exemple des maisons les plus prospères de la Basse-Ville au tournant du XXe siècle.